# Kościół św. Michała i klasztor Sióstr Dominikanek w Kamieńcu Podolskim
Kościół św. Michała i klasztor Sióstr Dominikanek w Kamieńcu Podolskim – zabytkowy, barokowy zespół budynków sakralnych powstały w latach 1710–1722 z inicjatywy Sióstr Dominikanek i zlokalizowany przy ul. Franciszkańskiej 10. Rujnowany systematycznie przez władze sowieckie od początku I wojny światowej. Odzyskany przez wspólnotę rzymskokatolicką w 1996 roku i od tego czasu nieprzerwanie przywracany do stanu sprzed jego dewastacji.

## Historia
Kompleks powstał w latach 1710-1722. Na początku lat 50. XVIII w. sumptem wiernych i starosty trembowelskiego Michała Franciszka Potockiego odrestaurowano cały kompleks. Przy klasztorze do 1833 roku istniała szkoła dla dziewcząt. W latach 60 XIX wieku skasowano wszystkie katolickie świątynie i klasztory w mieście, w tym i klasztor Sióstr Dominikanek. Korpusy klasztornych budynków zaborcy rosyjscy przerobili na Sekcję Kryminalną, II posterunek policyjny i koszary. W latach 1825–1856 kościół ponownie wyremontowano. Pod koniec XIX w. gontowe pokrycie dachu wymieniono na metalowe. W latach 1917–1941 budynki klasztorne Sowieci wykorzystywali jako więzienie. Po II wojnie światowej w pomieszczeniach klasztoru znajdowała się fabryka, w związku z czym wykonano żelbetonowy strop na całej powierzchni świątyni. W latach 1980–1990 znajdowało się tu Kamieniecko-Podolskie przedsiębiorstwo wyposażenia medycznego (SKB). W 1996 obiekt został przekazany do użytku diecezji kamienieckiej Kościoła rzymskokatolickiego. 

## Położenie i architektura
Kompleks znajduje się w zachodniej części kamienieckiej Starówki, posiada otwarty dziedziniec i razem z obronnym murem przylega do toku jaru rzeki Smotrycz. Korpus południowy klasztoru połączony jest z fasadą wschodnią kościoła. Kościół wybudowano jako kamienny, otynkowany jednonawowy z dwiema niedużymi bocznymi kaplicami z prostokątnym prezbiterium. Główna, wschodnia fasada, ozdobiona jest podwójnymi pilastrami i zakończona frontem z dwiema  symetrycznymi wolutami z tynku.

## Współczesność
Zespół sakralny 23 maja 2009 został umyślnie podpalony, po czym władze ukraińskie natychmiast zagroziły jego ponownym przejęciem, jeśli nie uda się wykonać do końca roku nowego dachu. W wyniku podpalenia klasztor został doszczętnie zniszczony, m.in. uległ zawaleniu strop budynku, także kościół uległ zniszczeniu.
Dzięki staraniom Polaków i polskiego rządu (m.in. Stowarzyszenia „Wspólnota Polska, Ministerstwa Kultury i Dziedzictwa Narodowego oraz prywatnym przedsiębiorców z Polski) udało się uchronić świątynię przed ponownym jej bezprawnym przejęciem. Obecnie (marzec 2010 r.) remont samego kościoła dobiega końca. 
W niedalekiej przyszłości planuje się zagospodarowanie przykościelnego klasztoru, tego zadania (wraz z inwentaryzacją) podjęła się Politechnika Gdańska. W odnowionym obiekcie znajdzie się bursa dla polskiej młodzieży studiującej w Kamieńcu Podolskim, spełniająca jednocześnie rolę Domu Polskiego oraz schronisko dla turystów z Polski